# ایست‌اندرز
ایست‌اِندرز (انگلیسی: EastEnders) یا پائین‌شهری‌ها، یک سریال آبکی بریتانیایی است که از سال ۱۹۸۵ تا کنون پخش می‌شود.
وقایع این سریال در محلهٔ خیالی والفورد در میدان آلرت در شرق لندن می‌گذرد و زندگی ساکنان این محلهٔ شرقی لندن را پیگیری می‌کند.
این سریال یکی از برترین مجموعه‌های تلویزیونی در رده‌بندی‌های سریال‌ها در بریتانیا بوده‌است و تا به امروز یکی از موفق‌ترین سریال‌های بریتانیایی محسوب می‌شود.